# Filippo Messori
Filippo Messori, né le 12 novembre 1973 à Modène, est un ancien joueur de tennis italien.
Il a remporté un titre ATP en double à Saint-Marin en 1997 et six tournois Challenger.

## Palmarès

### Titre en double messieurs
| No | Date       | Nom et lieu du tournoi                       | Catégorie    | Dotation  | Surface      | Partenaire      | Finalistes                 | Score    |  |
| -- | ---------- | -------------------------------------------- | ------------ | --------- | ------------ | --------------- | -------------------------- | -------- |  |
| 1  | 04-08-1997 | Tournoi de tennis de Saint-Marin Saint-Marin | World Series | 275 000 $ | Terre (ext.) | Cristian Brandi | Brandon Coupe David Roditi | 7-5, 6-4 |  |

### Finales en double messieurs
| No | Date       | Nom et lieu du tournoi          | Catégorie    | Dotation  | Surface      | Vainqueurs                        | Partenaire      | Score    |  |
| -- | ---------- | ------------------------------- | ------------ | --------- | ------------ | --------------------------------- | --------------- | -------- |  |
| 1  | 07-04-1997 | Estoril Open Estoril            | World Series | 600 000 $ | Terre (ext.) | Gustavo Kuerten Fernando Meligeni | Andrea Gaudenzi | 6-2, 6-2 |  |
| 2  | 23-03-1998 | Grand-Prix Hassan II Casablanca | Int' Series  | 210 000 $ | Terre (ext.) | Andrea Gaudenzi Diego Nargiso     | Cristian Brandi | 6-4, 7-6 |  |

## Parcours dans les tournois duGrand Chelem

### En simple
N'a jamais participé à un tableau final.

### En double
| Année | Open d'Australie          | Open d'Australie           | Internationaux de France  | Internationaux de France | Wimbledon                 | Wimbledon              | US Open                   | US Open             |
| ----- | ------------------------- | -------------------------- | ------------------------- | ------------------------ | ------------------------- | ---------------------- | ------------------------- | ------------------- |
| 1997  | 1er tour (1/32) C. Brandi | W. Arthurs J. Ireland      | 1/8 de finale C. Brandi   | J. Eltingh P. Haarhuis   | 2e tour (1/16) C. Brandi  | N. Broad P. Norval     | 1er tour (1/32) C. Brandi | G. Raoux J. Tarango |
| 1998  | 2e tour (1/16) C. Brandi  | M.-K. Goellner D. Prinosil | 1er tour (1/32) C. Brandi | N. Godwin T. Ketola      | 1er tour (1/32) C. Brandi | N. Marques T. Vanhoudt | —                         | —                   |

N.B. : le nom du ou de la partenaire se trouve sous le résultat ; le nom des ultimes adversaires se trouve à droite.